# Patellapis joffrei
Patellapis joffrei là một loài Hymenoptera trong họ Halictidae. Loài này được Benoist mô tả khoa học năm 1962.